# Шуфлай
Пирог шуфлай (шуфлай-пай; англ. Shoofly pie) — традиционное блюдо кухни пенсильванских немцев — амишей и меннонитов, проживающих в штате Пенсильвания, США. Сладкий открытый пирог из песочного теста с начинкой из густой мелассы (чёрной патоки), посыпанный песочной крошкой (штройзелем).
Бывает в двух разных версиях: с мокрым дном и с сухим дном. Версия с сухим дном выпекается до полного застывания, в результате чего консистенция становится более похожей на торт. Версия с мокрым дном застывает, как пирог, сверху, где она смешивается с крошками, но само дно имеет более липкую консистенцию, похожую на заварной крем.
Пирог известен, по меньшей мере, со второй половины XIX века. В общинах пенсильванских немцев он обычно подаётся к завтраку.
Пирог является частью широкого кластера европейских и североамериканских открытых пирогов из песочного теста. Его близкими родственниками являются немецкий штрейзелькухен, английский пирог с патокой (где для начинки, в отличие от шуфлая, используется светлая патока, а не меласса), итальянская и итало-американская кростата, нидерландский лимбургский флай.

## Название
Современное название происходит от особой марки мелассы из Филадельфии, Shoofly Molasses. Название shoofly pie использовалось в 1880-х годах, но его первое появление в печати было после Первой мировой войны. Бренд патоки Shoofly был назван в честь популярного циркового животного, которое гастролировало по Пенсильвании в XIX веке, Shoofly the Boxing Mule. Мул, в свою очередь, возможно, был назван в честь песни про муху, ставшей популярной за полвека до этого: «Шу, лети, не беспокой меня». Пирог упоминается в песне «Shoo-Fly Pie and Apple Pan Dowdy», популяризированной Диной Шор в 1940-х годах.
По другой версии, хозяйкам приходилось всё время отгонять мух от пирога: Shoo, fly! («Кыш, улетай!»).
Пирог Shoofly называется Melassich Riwwelboi или Melassichriwwelkuche (торт из крошек и мелассы) на пенсильванском немецком языке. До того, как его современное название стало популярным в XX веке, это был molasses crumb pie или soda rivvel cake (ривелс — это подобие клёцек).

## История
Первый раз пирог, видимо являвшийся шуфлаем в его современно виде, упоминается под названием «centennial cake» в 1876 году, в связи с тем, что был подан к столу на торжественном банкете в честь столетия подписания Декларации независимости США в Филадельфии, Пенсильвания. Среди других названий пирога можно отметить «Melassich Riwwelboi» или «Melassichriwwelkuche» (пенсильванском немецком диалекте).
Поскольку пирог шуфлай традиционно содержит мелассу, но не содержит яиц, историки приходят к выводу, что его обычно пекли зимой, когда куры несли меньше яиц, а патоку можно было хранить в холодную погоду, не опасаясь её брожения. Использование разрыхлителя прочно утвердило его изобретение после Гражданской войны и в 1870-х годах, когда пенсильвальские пекари начали его использовать.
Пирог Монтгомери (Монтгомери-пай) является близким аналогом пирога шуфлай, но его рецептура содержит ряд отличий.